# Amerykanie pochodzenia gwatemalskiego
Amerykanie pochodzenia gwatemalskiego – obywatele lub rezydenci Stanów Zjednoczonych, których przodkowie pochodzą z Gwatemali, bądź też imigranci z tego kraju.
Według danych Amerykańskiego Biura Cenzusowego w 2005 roku Stany Zjednoczone zamieszkiwało 758 898 osób wywodzących swe korzenie z Gwatemali. Ich liczba rośnie, w 2007 była oceniana już na około 870 000 ludzi.
Gwatemalczycy osiedlają się głównie w Nowym Jorku, Kalifornii (Los Angeles i San Francisco), Kolorado, Teksasie (Dallas i Houston), Georgii, stanach Nowej Anglii, Illinois (Chicago) i na Florydzie.

## Historia
Wojna domowa, która wybuchła w latach 60. XX wieku w latach 70. i 80., przybrała na sile. Spowodowało to masowe migracje ludności z terenów objętych działaniami wojennymi. Gwatemalscy uchodźcy przez Meksyk przedostawali się do granicy z USA, którą w większości przekraczali nielegalnie. Te grupy uchodźców poprzez swoją działalność polityczną i poparcie rządu USA przyczyniły się do zakończenia konfliktu w swoim rodzimym kraju w 1998.
Podczas walk doszło do masowych zniszczeń wiosek, farm i pól uprawnych. Wielu rolników utraciło swoje źródło dochodu. Zakończenie wojny domowej ujawniło katastrofalny stan gwatemalskiej gospodarki rolnej. Zniszczenia wojenne i wzrost cen żywności spowodowały następną falę migracji do Stanów Zjednoczonych przez Meksyk. Od września 2001 rząd Meksyku w ramach tzw. Plan Sur uchwalił nowe prawo migracyjne, wprowadzające limity osób przekraczających południową granicę państwa i uzyskujących wizę.

## Różnice religijne
Główną różnicą między Gwatemalczykami a resztą Latynosów w USA jest znaczny udział protestantów w populacji. W Gwatemali na początku XX wieku miał miejsce dynamiczny rozwój Protestanckich i Ewangelickich kościołów, wiele osób stało się członkami tych wyznań. Mimo to większość Gwatemalczyków to nadal katolicy. Według spisu z 2006 w Gwatemali około 30% mieszkańców tego kraju to protestanci, przy czym większość z nich wywodzi się z indiańskich społeczności. Gwatemalczycy w USA znacznie przyczynili się do wzrostu liczby hiszpańskojęzycznych protestantów.